# Eurya longisepala
Eurya longisepala är en tvåhjärtbladig växtart som beskrevs av Clarence Emmeren Kobuski. Eurya longisepala ingår i släktet Eurya och familjen Pentaphylacaceae. Inga underarter finns listade i Catalogue of Life.